# OHL 2021/22
Die OHL-Saison 2021/22 war die 41. Spielzeit der Ontario Hockey League (OHL). Nach zwei stark durch die COVID-19-Pandemie beeinflussten Jahren, wobei die Saison 2019/20 abgebrochen und die Spielzeit 2020/21 gar nicht erst begonnen wurde, kehrte man in dieser Saison zum regulären Spielbetrieb zurück. Die reguläre Saison begann am 7. Oktober 2021 und endete am 17. April 2022 mit dem Gewinn der Hamilton Spectator Trophy als punktbestes Team durch die Hamilton Bulldogs. Im Anschluss folgten die Playoffs um den J. Ross Robertson Cup, den sich durch einen 4:3-Erfolg gegen die Windsor Spitfires ebenfalls die Hamilton Bulldogs sicherten.

## Reguläre Saison

### Platzierungen
Abkürzungen: GP = Spiele, W = Siege, L = Niederlagen, OTL = Niederlage nach Overtime, SOL = Niederlage nach Shootout, GF = Erzielte Tore, GA = Gegentore, Pts = Punkte

Erläuterungen:   = Playoff-Qualifikation,  = Division-Sieger,  = Hamilton-Spectator-Trophy-Gewinner

#### Eastern Conference
|                        | GP | W  | L  | OTL | SOL | GF  | GA  | Pts |
| ---------------------- | -- | -- | -- | --- | --- | --- | --- | --- |
| Hamilton Bulldogs      | 68 | 51 | 12 | 3   | 2   | 300 | 176 | 107 |
| North Bay Battalion    | 68 | 43 | 18 | 3   | 4   | 267 | 198 | 93  |
| Kingston Frontenacs    | 68 | 41 | 22 | 4   | 1   | 285 | 242 | 87  |
| Mississauga Steelheads | 68 | 37 | 23 | 2   | 6   | 229 | 189 | 82  |
| Barrie Colts           | 68 | 34 | 27 | 6   | 1   | 245 | 236 | 75  |
| Oshawa Generals        | 68 | 30 | 31 | 2   | 5   | 215 | 241 | 67  |
| Ottawa 67’s            | 68 | 28 | 31 | 2   | 7   | 199 | 250 | 65  |
| Peterborough Petes     | 68 | 29 | 33 | 5   | 1   | 240 | 281 | 64  |
| Sudbury Wolves         | 68 | 23 | 38 | 3   | 4   | 223 | 297 | 53  |
| Niagara IceDogs        | 68 | 22 | 42 | 3   | 1   | 218 | 316 | 48  |

#### Western Conference
|                             | GP | W  | L  | OTL | SOL | GF  | GA  | Pts |
| --------------------------- | -- | -- | -- | --- | --- | --- | --- | --- |
| Windsor Spitfires           | 68 | 44 | 17 | 4   | 3   | 305 | 248 | 95  |
| Flint Firebirds             | 68 | 42 | 21 | 1   | 4   | 286 | 238 | 89  |
| Sault Ste. Marie Greyhounds | 68 | 39 | 22 | 6   | 1   | 295 | 245 | 85  |
| London Knights              | 68 | 39 | 22 | 5   | 2   | 264 | 232 | 85  |
| Guelph Storm                | 68 | 36 | 24 | 5   | 3   | 251 | 228 | 80  |
| Owen Sound Attack           | 68 | 34 | 26 | 5   | 3   | 235 | 245 | 76  |
| Kitchener Rangers           | 68 | 30 | 31 | 5   | 2   | 236 | 271 | 67  |
| Sarnia Sting                | 68 | 27 | 36 | 4   | 1   | 234 | 279 | 59  |
| Erie Otters                 | 68 | 27 | 37 | 2   | 2   | 223 | 267 | 58  |
| Saginaw Spirit              | 68 | 24 | 43 | 1   | 0   | 234 | 305 | 49  |

### Beste Scorer
Abkürzungen: GP = Spiele, G = Tore, A = Assists, Pts = Punkte, +/− = Plus/Minus, PIM = Strafminuten; Fett: Bestwert
| Spieler          | Team                        | GP | G  | A  | Pts | +/– | PIM |
| ---------------- | --------------------------- | -- | -- | -- | --- | --- | --- |
| Wyatt Johnston   | Windsor Spitfires           | 68 | 46 | 78 | 124 | +29 | 26  |
| Rory Kerins      | Sault Ste. Marie Greyhounds | 67 | 43 | 75 | 118 | +14 | 49  |
| Lucas Edmonds    | Kingston Frontenacs         | 68 | 34 | 79 | 113 | +29 | 14  |
| Luke Evangelista | London Knights              | 62 | 55 | 56 | 111 | +29 | 48  |
| Brandon Coe      | North Bay Battalion         | 62 | 34 | 67 | 101 | +33 | 40  |
| Logan Morrison   | Hamilton Bulldogs           | 60 | 34 | 66 | 100 | +44 | 8   |
| Brennan Othmann  | Flint Firebirds             | 66 | 50 | 47 | 97  | +17 | 65  |
| Shane Wright     | Kingston Frontenacs         | 63 | 32 | 62 | 94  | +23 | 22  |
| Matwei Petrow    | North Bay Battalion         | 63 | 40 | 50 | 90  | +32 | 28  |
| Mitchell Russell | North Bay Battalion         | 64 | 41 | 47 | 88  | +33 | 26  |

### Beste Torhüter
Die kombinierte Tabelle zeigt die jeweils drei besten Torhüter in den Kategorien Gegentorschnitt und Fangquote sowie die jeweils Führenden in den Kategorien Shutouts und Siege.
Abkürzungen: GP = Spiele, Min = Eiszeit (in Minuten), W = Siege, L = Niederlagen, OTL = Overtime/Shootout-Niederlagen, GA = Gegentore, SO = Shutouts, Sv% = gehaltene Schüsse (in %), GAA = Gegentorschnitt; Fett: Bestwert; Sortiert nach Gegentorschnitt. Erfasst werden nur Torhüter mit 1632 absolvierten Spielminuten.
| Spieler          | Team                   | GP | Min  | W  | L  | OTL | GA  | SO | Sv%  | GAA  |
| ---------------- | ---------------------- | -- | ---- | -- | -- | --- | --- | -- | ---- | ---- |
| Marco Costantini | Hamilton Bulldogs      | 45 | 2667 | 31 | 9  | 4   | 103 | 6  | 91,7 | 2,32 |
| Roman Basran     | Mississauga Steelheads | 45 | 2541 | 21 | 14 | 7   | 110 | 2  | 89,6 | 2,60 |
| Mack Guzda       | Barrie Colts           | 41 | 2370 | 25 | 13 | 3   | 106 | 2  | 91,5 | 2,68 |
| Brett Brochu     | London Knights         | 43 | 2510 | 29 | 11 | 2   | 115 | 2  | 91,1 | 2,75 |
| Luke Cavallin    | Flint Firebirds        | 56 | 3288 | 36 | 14 | 4   | 173 | 2  | 91,0 | 3,16 |

## Playoffs

### Playoff-Baum
|  | Conference-Viertelfinale                              | Conference-Viertelfinale    | Conference-Viertelfinale |                    | Conference-Halbfinale       | Conference-Halbfinale | Conference-Halbfinale |                   |                   | Conference-Finale | Conference-Finale | Conference-Finale |  |  | J.-Ross-Robertson-Cup-Finale | J.-Ross-Robertson-Cup-Finale | J.-Ross-Robertson-Cup-Finale |
|  |                                                       |                             |                          |                    |                             |                       |                       |                   |                   |                   |                   |                   |  |  |                              |                              |                              |
|  | 1                                                     | Hamilton Bulldogs           | 4                        |                    | 1                           | Hamilton Bulldogs     | 4                     |                   |                   |                   |                   |                   |  |  |                              |                              |                              |
|  | 8                                                     | Peterborough Petes          | 0                        | 4                  | Mississauga Steelheads      | 0                     |                       |                   |                   |                   |                   |                   |  |  |                              |                              |                              |
|  |                                                       |                             |                          |                    |                             |                       |                       |                   |                   |                   |                   |                   |  |  |                              |                              |                              |
|  | 2                                                     | North Bay Battalion         | 4                        | Eastern Conference | Eastern Conference          | Eastern Conference    |                       |                   |                   |                   |                   |                   |  |  |                              |                              |                              |
|  | 7                                                     | Ottawa 67’s                 | 0                        |                    |                             |                       |                       |                   |                   |                   |                   |                   |  |  |                              |                              |                              |
|  | 7                                                     | Ottawa 67’s                 | 0                        | 1                  | Hamilton Bulldogs           | 4                     |                       |                   |                   |                   |                   |                   |  |  |                              |                              |                              |
|  |                                                       |                             |                          | 1                  | Hamilton Bulldogs           | 4                     |                       |                   |                   |                   |                   |                   |  |  |                              |                              |                              |
|  |                                                       | 2                           | North Bay Battalion      | 0                  |                             |                       |                       |                   |                   |                   |                   |                   |  |  |                              |                              |                              |
|  | 3                                                     | 2                           | North Bay Battalion      | 0                  | Kingston Frontenacs         | 4                     |                       |                   |                   |                   |                   |                   |  |  |                              |                              |                              |
|  | 3                                                     |                             |                          |                    | Kingston Frontenacs         | 4                     |                       |                   |                   |                   |                   |                   |  |  |                              |                              |                              |
|  | 6                                                     | Oshawa Generals             | 2                        |                    |                             |                       |                       |                   |                   |                   |                   |                   |  |  |                              |                              |                              |
|  |                                                       |                             |                          |                    |                             |                       |                       |                   |                   |                   |                   |                   |  |  |                              |                              |                              |
|  | 4                                                     | Mississauga Steelheads      | 4                        | 2                  | North Bay Battalion         | 4                     |                       |                   |                   |                   |                   |                   |  |  |                              |                              |                              |
|  | 5                                                     | Barrie Colts                | 2                        | 3                  | Kingston Frontenacs         | 1                     |                       |                   |                   |                   |                   |                   |  |  |                              |                              |                              |
|  | 5                                                     | Barrie Colts                | 2                        | 3                  | Kingston Frontenacs         | 1                     | E1                    | Hamilton Bulldogs | 4                 |                   |                   |                   |  |  |                              |                              |                              |
|  | (Die Teams werden nach der ersten Runde neu gesetzt.) |                             |                          |                    |                             |                       | E1                    | Hamilton Bulldogs | 4                 |                   |                   |                   |  |  |                              |                              |                              |
|  |                                                       | W1                          | Windsor Spitfires        | 3                  |                             |                       |                       |                   |                   |                   |                   |                   |  |  |                              |                              |                              |
|  | 1                                                     | W1                          | Windsor Spitfires        | 3                  | Windsor Spitfires           | 4                     |                       | 1                 | Windsor Spitfires | 4                 |                   |                   |  |  |                              |                              |                              |
|  | 1                                                     |                             |                          |                    | Windsor Spitfires           | 4                     |                       | 1                 | Windsor Spitfires | 4                 |                   |                   |  |  |                              |                              |                              |
|  | 8                                                     | Sarnia Sting                | 2                        | 7                  | Kitchener Rangers           | 1                     |                       |                   |                   |                   |                   |                   |  |  |                              |                              |                              |
|  |                                                       |                             |                          |                    |                             |                       |                       |                   |                   |                   |                   |                   |  |  |                              |                              |                              |
|  | 2                                                     | London Knights              | 3                        |                    |                             |                       |                       |                   |                   |                   |                   |                   |  |  |                              |                              |                              |
|  | 7                                                     | Kitchener Rangers           | 4                        |                    |                             |                       |                       |                   |                   |                   |                   |                   |  |  |                              |                              |                              |
|  | 7                                                     | Kitchener Rangers           | 4                        | 1                  | Windsor Spitfires           | 4                     |                       |                   |                   |                   |                   |                   |  |  |                              |                              |                              |
|  |                                                       |                             |                          | 1                  | Windsor Spitfires           | 4                     |                       |                   |                   |                   |                   |                   |  |  |                              |                              |                              |
|  |                                                       | 3                           | Flint Firebirds          | 3                  |                             |                       |                       |                   |                   |                   |                   |                   |  |  |                              |                              |                              |
|  | 3                                                     | 3                           | Flint Firebirds          | 3                  | Flint Firebirds             | 4                     |                       |                   |                   |                   |                   |                   |  |  |                              |                              |                              |
|  | 3                                                     |                             |                          |                    | Flint Firebirds             | 4                     |                       |                   |                   |                   |                   |                   |  |  |                              |                              |                              |
|  | 6                                                     | Owen Sound Attack           | 3                        | Western Conference | Western Conference          | Western Conference    |                       |                   |                   |                   |                   |                   |  |  |                              |                              |                              |
|  |                                                       |                             |                          |                    |                             |                       |                       |                   |                   |                   |                   |                   |  |  |                              |                              |                              |
|  | 4                                                     | Sault Ste. Marie Greyhounds | 4                        | 3                  | Flint Firebirds             | 4                     |                       |                   |                   |                   |                   |                   |  |  |                              |                              |                              |
|  | 5                                                     | Guelph Storm                | 1                        | 4                  | Sault Ste. Marie Greyhounds | 1                     |                       |                   |                   |                   |                   |                   |  |  |                              |                              |                              |

### J.-Ross-Robertson-Cup-Sieger
| J.-Ross-Robertson-Cup-Sieger: Hamilton Bulldogs | Torhüter: Marco Costantini, Matteo Drobac Verteidiger: Jorian Donovan, Artjom Gruschnikow, Colton Kamerrer, Lucas Moore, Nathan Staios, Noah Van Vliet, Gavin White, Arber Xhekaj Angreifer: Brenden Anderson, Giordano Biondi, Cole Brown, George Diaco, Mark Duarte, Avery Hayes, Ryan Humphrey, Mason McTavish, Logan Morrison, Jan Mysak, Braeden O’Keefe, Lawson Sherk, Ethan Sims, Patrick Thomas, Ryan Winterton Cheftrainer: Jay McKee |

### Beste Scorer
Abkürzungen: GP = Spiele, G = Tore, A = Assists, Pts = Punkte, +/− = Plus/Minus, PIM = Strafminuten; Fett: Bestwert
| Spieler          | Team                | GP | G  | A  | Pts | +/– | PIM |
| ---------------- | ------------------- | -- | -- | -- | --- | --- | --- |
| Wyatt Johnston   | Windsor Spitfires   | 25 | 14 | 27 | 41  | +24 | 12  |
| Logan Morrison   | Hamilton Bulldogs   | 19 | 17 | 22 | 39  | +17 | 2   |
| Avery Hayes      | Hamilton Bulldogs   | 16 | 14 | 20 | 34  | +17 | 19  |
| Will Cuylle      | Windsor Spitfires   | 25 | 15 | 16 | 31  | +20 | 30  |
| Mason McTavish   | Hamilton Bulldogs   | 19 | 16 | 13 | 29  | +2  | 26  |
| Brennan Othmann  | Flint Firebirds     | 19 | 9  | 15 | 24  | −2  | 18  |
| Mitchell Russell | North Bay Battalion | 11 | 11 | 11 | 22  | +4  | 6   |
| Daniel D’Amico   | Windsor Spitfires   | 25 | 11 | 10 | 21  | +7  | 25  |
| Brandon Coe      | North Bay Battalion | 12 | 7  | 13 | 20  | +1  | 10  |
| Ryan Winterton   | Hamilton Bulldogs   | 18 | 7  | 12 | 19  | +4  | 6   |

### Beste Torhüter
Die kombinierte Tabelle zeigt die jeweils drei besten Torhüter in den Kategorien Gegentorschnitt und Fangquote sowie die jeweils Führenden in den Kategorien Shutouts und Siege.
Abkürzungen: GP = Spiele, Min = Eiszeit (in Minuten), W = Siege, L = Niederlagen, OTL = Overtime/Shootout-Niederlagen, GA = Gegentore, SO = Shutouts, Sv% = gehaltene Schüsse (in %), GAA = Gegentorschnitt; Fett: Bestwert; Sortiert nach Gegentorschnitt. Erfasst werden nur Torhüter mit 240 absolvierten Spielminuten.
| Spieler          | Team                   | GP | Min  | W  | L | OTL | GA | SO | Sv%  | GAA  |
| ---------------- | ---------------------- | -- | ---- | -- | - | --- | -- | -- | ---- | ---- |
| Xavier Medina    | Windsor Spitfires      | 5  | 296  | 3  | 2 | 0   | 10 | 1  | 93,5 | 2,03 |
| Roman Basran     | Mississauga Steelheads | 7  | 475  | 4  | 2 | 1   | 17 | 0  | 91,5 | 2,15 |
| Marco Costantini | Hamilton Bulldogs      | 19 | 1153 | 16 | 2 | 1   | 44 | 3  | 91,3 | 2,29 |
| Mack Guzda       | Barrie Colts           | 4  | 263  | 1  | 2 | 1   | 11 | 0  | 92,9 | 2,51 |
| Luke Cavallin    | Flint Firebirds        | 19 | 1154 | 11 | 7 | 1   | 52 | 0  | 92,9 | 2,70 |

## Auszeichnungen

### All-Star-Teams
| First All-Star-Team |                                                |
| Angriff:            | Brennan Othmann – Wyatt Johnston – Brandon Coe |
| Verteidigung:       | Ryan O’Rourke – Nathan Staios                  |
| Tor:                | Brett Brochu                                   |
| Trainer:            | James Richmond                                 |

| Second All-Star-Team |                                                 |
| Angriff:             | Will Cuylle – Mason McTavish – Luke Evangelista |
| Verteidigung:        | Brandt Clarke – Jack Thompson                   |
| Tor:                 | Luke Cavallin                                   |
| Trainer:             | Ted Dent                                        |

| Third All-Star-Team |                                           |
| Angriff:            | Tye Kartye – Shane Wright – Lucas Edmonds |
| Verteidigung:       | Pawel Mintjukow – Arber Xhekaj            |
| Tor:                | Marco Costantini                          |
| Trainer:            | Jay McKee                                 |

### All-Rookie-Teams
| First All-Rookie-Team |                                              |
| Angriff:              | Colby Barlow – Calum Ritchie – Coulson Pitre |
| Verteidigung:         | Cam Allen – Michael Buchinger                |
| Tor:                  | Nolan Lalonde                                |

| Second All-Rookie-Team |                                            |
| Angriff:               | Quentin Musty – Owen Beck – Vinzenz Rohrer |
| Verteidigung:          | Beau Akey – Ty Nelson                      |
| Tor:                   | Domenic DiVincentiis                       |

### Vergebene Trophäen
| Auszeichnung                                  | Auszeichnung                   | Team                   |
| --------------------------------------------- | ------------------------------ | ---------------------- |
| J. Ross Robertson Cup                         | J. Ross Robertson Cup          | Hamilton Bulldogs      |
| Hamilton Spectator Trophy                     | Hamilton Spectator Trophy      | Hamilton Bulldogs      |
| Bobby Orr Trophy                              | Bobby Orr Trophy               | Hamilton Bulldogs      |
| Wayne Gretzky Trophy                          | Wayne Gretzky Trophy           | Windsor Spitfires      |
| Emms Trophy                                   | Emms Trophy                    | North Bay Battalion    |
| Leyden Trophy                                 | Leyden Trophy                  | Hamilton Bulldogs      |
| Holody Trophy                                 | Holody Trophy                  | London Knights         |
| Bumbacco Trophy                               | Bumbacco Trophy                | Windsor Spitfires      |
| Auszeichnung                                  | Spieler                        | Team                   |
| Red Tilson Trophy                             | Wyatt Johnston                 | Windsor Spitfires      |
| Eddie Powers Memorial Trophy                  | Wyatt Johnston                 | Windsor Spitfires      |
| Matt Leyden Trophy                            | James Richmond                 | Mississauga Steelheads |
| Jim Mahon Memorial Trophy                     | Lucas Edmonds                  | Kingston Frontenacs    |
| Max Kaminsky Trophy                           | Nathan Staios                  | Hamilton Bulldogs      |
| Jim Rutherford Trophy                         | Brett Brochu                   | London Knights         |
| Jack Ferguson Award                           | Michael Misa                   | Saginaw Spirit         |
| Dave Pinkney Trophy                           | Marco Costantini Matteo Drobac | Hamilton Bulldogs      |
| Emms Family Award                             | Cam Allen                      | Guelph Storm           |
| F. W. „Dinty“ Moore Trophy                    | Domenic DiVincentiis           | North Bay Battalion    |
| Dan Snyder Memorial Trophy                    | Mark Woolley                   | Owen Sound Attack      |
| William Hanley Trophy                         | Wyatt Johnston                 | Windsor Spitfires      |
| Leo Lalonde Memorial Trophy                   | Brandon Coe                    | North Bay Battalion    |
| Bobby Smith Trophy                            | Owen Beck                      | Mississauga Steelheads |
| Roger Neilson Memorial Award                  | Adam Varga                     | Ottawa 67’s            |
| Ivan Tennant Memorial Award                   | Cal Uens                       | Owen Sound Attack      |
| Mickey Renaud Captain’s Trophy                | Mark Woolley                   | Owen Sound Attack      |
| Wayne Gretzky 99 Award                        | Logan Morrison                 | Hamilton Bulldogs      |
| Ken Bodendistel Character Award for Officials | Mike Hamilton                  |                        |